# La sombra del gallo
La sombra del gallo es una película de Argentina filmada en colores dirigida por Nicolás Herzog sobre su propio guion escrito en colaboración con Gabriel Bobillo que se estrenó el 12 de marzo de 2020 y que tuvo como actores principales a Lautaro Delgado, Claudio Rissi, Rita Pauls y Alián Devetac.

## Sinopsis
Un expolicía vuelve al pueblo de su infancia en una salida transitoria de la cárcel donde ya lleva ocho años. Su padre, un excomisario de policía, está muerto y encuentra una población conmocionada por la reciente desaparición de una adolescente. Un amor del pasado vuelve casi como un fantasma para alentarlo a desarmar un entramado de prostitución y trata de mujeres.

## Reparto
Participaron del filme los siguientes intérpretes:
- Lautaro Delgado...	Román Maidana
- Claudio Rissi...	Barani
- Rita Pauls...	Angélica Sinibaldi
- Alián Devetac...	Efraín
- Diego Daetona...	Ariel / Cantante Trans
- Diego Alonso Gómez	...	Bellomo
- Corina Romero	...	Mirta
- Ignacio Iriarte...	Periodista
- María Irigaray...	Chica Torino
- Francisco Bertín	...	Amigo Efraín
- Ricardo Urbini	...	Hombre Amenazante

## Comentarios
Diego Curubeto en Ámbito Financiero escribió:

”La premisa de “La sombra del gallo” es interesante –el título se refiere al ícono de la placa de la policía- y la fotografía y las actuaciones son sólidas, al igual que la música en un estilo entre Ry Cooder y John Carpenter. Pero la película no encuentra el tono, y sobre todo demora demasiado en arrancar. Hay que esperar más de media hora para que la trama se ponga intensa, y de todos modos el ritmo varía demasiado.”

Isabel Croce en La Prensa opinó:

”… una atmósfera densa de recuerdos intermitentes que apuntan a la oscura realidad de la corrupción y la trata. En esos momentos el pueblo está conmocionado por el trágico final de una adolescente…Si Herzog acierta en la atmósfera y en pinceladas del entorno, sus tiempos languidecen a veces y pierden fuerza, aunque inteligentes actores como Lautaro Delgado hagan lo posible por mantener la intensidad de los estados de ánimos y las situaciones….El filme tiene una envoltura musical lograda..., buen sonido, personal fotografía y actores bien elegidos, Delgado como el protagonista, Claudio Rissi en el papel de comisario amigo del padre de Maidana, y la novia del que volvió al pueblo (Rita Pauls). "La sombra del gallo" es un poco confusa en su narrativa pero valiosa en ciertas búsquedas del pasado (flashes de recuerdos) y en el logro de atmósferas, las que dan vida a un pequeño pueblo de sucios secretos.